# Xã Barclay, Quận Black Hawk, Iowa
Xã Barclay (tiếng Anh: Barclay Township) là một xã thuộc quận Black Hawk, tiểu bang Iowa, Hoa Kỳ. Năm 2010, dân số của xã này là 474 người.